# Гладковичская Каменка
Гладковичская Каменка (укр. Гладковицька Кам'янка) — село на Украине, основано в 1914 году, находится в Овручском районе Житомирской области.
Код КОАТУУ — 1824281902. Население по переписи 2001 года составляет 37 человек. Почтовый индекс — 11100. Телефонный код — 4148. Занимает площадь 1,48 км².

## Адрес местного совета
11115, Житомирская область, Овручский р-н, с. Гладковичи